# エドワード・グッゲンハイム
エドワード・アーマンド・グッゲンハイム FRS (1901年8月11日 - 1970年8月9日、英語: Edward Armand Guggenheim)は、熱力学への貢献で知られるイギリスの物理化学者である。

## 生涯
グッゲンハイムは1901年8月11日、アーマンド・グッゲンハイムとマルグリット・ベルタ・サイモンの息子としてマンチェスターで生まれた。彼の父はスイス人で、帰化したイギリス国民であった。グッゲンハイムは1934年にシモーネ・ガンジン(1954年没)と、1955年に未亡人であるルース・ヘレン・エイトキン(旧姓クラーク)と結婚した。彼らに子供はいなかった。彼は1970年8月9日にレディングで亡くなった。

## 教育
グッゲンハイムはテラ・ノヴァ・スクール、サウスポートのチャーターハウス・スクール、そしてゴンヴィル・アンド・キーズ・カレッジで教育を受けた。ケンブリッジ大学では数学パート1と化学パート2トライポスの両方で首席を取得した。大学でフェローシップを得ることができなかったため、デンマークに行き、コペンハーゲン大学でJ.N.ブレンステッドの下で学んだ。

## 経歴
イギリスに戻ると、ユニヴァーシティ・カレッジ・ロンドンに職を得て、最初の著書『Modern Thermodynamics by the Methods of Willard Gibbs（ウィラード・ギブスの方法による現代熱力学）』(1933年)を執筆した。この本は彼の名声を確立し、この分野の教育に革命をもたらした。彼はスタンフォード大学の客員化学教授でもあり、後にインペリアル・カレッジ・ロンドンの化学工学科の講師になった。第二次世界大戦中は海軍の防衛問題に取り組んだ。1946年、レディング大学の化学教授兼学科長に任命され、1966年に退職するまでその職に就いていた。

## 出版物
グッゲンハイムは11冊の著書と100以上の論文を発表した。彼の最初の著書『Modern Thermodynamics by the Methods of Willard Gibbs（ウィラード・ギブスの方法による現代熱力学）』(1933年)は、206ページの詳細な研究で、F.G.Donnanによる序文、本文、図、索引が含まれ、ウィラード・ギブズによって開発された分析的熱力学的手法が、相、定数、溶液、系、法則など、曖昧さのない正確な関係にどのように直接つながるかを示している。この本は、ギルバート・ルイスとマール・ランドールの1923年の教科書『Thermodynamics and the Free Energy of Chemical Substances（熱力学と化学物質の自由エネルギー）』と共に、現代化学熱力学の科学の始まりに貢献したと言われている。
その他の著書には、ラルフ・ファウラーと共著の『Statistical Thermodynamics（統計熱力学）』(1939年)、そして『Thermodynamics – an Advanced Treatment for Chemists and Physicists（熱力学 - 化学者と物理学者への高度な扱い）』がある。この本の序文で、彼は1929年以前に書かれた熱力学の本は、以下のいずれの事項についても説明しようと試みていないと述べている。
- 1921年にマックス・ボルンによって与えられた熱の現代的定義
- 気体のエントロピーの量子論とその実験的検証
- 電解質の活量係数に関するピーター・デバイの公式
- イオンの電気化学ポテンシャルの使用
- 熱力学の誘電体および常磁性体への適用

## 栄誉と受賞
グッゲンハイムは1946年に王立協会のフェローに選出された。彼の推薦理由は以下のとおりである。
熱力学と統計力学への重要な貢献、そしてこれらの物理科学分野の電解質溶液、電気化学ポテンシャル、磁気および静電エネルギー、表面および界面現象、星の内部、化学平衡および反応速度論、協同集合体、超格子理論など、多くの分野への応用で著名である"Modern Thermodynamics by the Methods of Willard Gibbs"(1933年)の著者。R.H.ファウラー教授との共著"Statistical Thermodynamics"(1939年)。
1972年、友人や同僚によってE.A.グッゲンハイム記念基金（E. A. Guggenheim Memorial Fund）が設立された。この基金の収入は、(a)年次賞の授与、(b)グッゲンハイムの関心に適した化学または物理学の分野に関する隔年または3年ごとの記念講演の提供に使用される。
グッゲンハイム・メダル（Guggenheim Medal）は、熱力学または複雑流体の研究への多大な貢献に対して、2014年に英国化学工学会によって創設された。最初の受賞者(2015年)はインペリアル・カレッジ・ロンドンのジョージ・ジャクソン教授であった。